# Rhenen vasútállomás
Rhenen vasútállomás vasútállomás Hollandiában, Rhenen községben,  településen.

## Vasútvonalak
Az állomást az alábbi vasútvonalak érintik:
- Kesteren-Amersfoort-vasútvonal
- Veenendaallijn

## Kapcsolódó állomások
A vasútállomáshoz az alábbi állomások vannak a legközelebb:
- Veenendaal Centrum vasútállomás (Amersfoort vasútállomás, Veenendaal West vasútállomás)
- Kesteren vasútállomás (Kesteren vasútállomás)